# Lithoglyptes viatrix
Lithoglyptes viatrix är en kräftdjursart som beskrevs av Mark J. Grygier och Newman 1985. Lithoglyptes viatrix ingår i släktet Lithoglyptes och familjen Lithoglyptidae. Inga underarter finns listade i Catalogue of Life.